# イクオリティ・ナウ
イクオリティ・ナウ（英語: Equality Now）は、フェミニズム系の国際人権団体である。

## 概説
イクオリティ・ナウは、ニューヨークの本部の他、ロンドンとナイロビに支部がある。2009年に、日本の成人向けゲームソフト「レイプレイ」に対する抗議キャンペーンを開始した際には、ニューヨーク本部が声明を出し、イギリス支部がイギリスの報道機関に日本ユニセフ協会を紹介するなど、密接な連携が取られている。
共同設立者ナバネセム・ピレー（Navanethem Pillay）は現在国連人権高等弁務官を務めるなど国際連合との結びつきも強い。また日本のフェミニズム団体ポルノ・買春問題研究会の元共同代表である角田由紀子も理事を務めているなど、他国の人権団体との連携も密である。

## 活動の沿革
- 1992年に、アメリカ合衆国の弁護士のジェシカ・ニューワース(Jessica Neuwirth)が、南アフリカのナバネセム・ピレー(Navanethem Pillay)、イラン出身の(Feryal Gharahi)らとともに、イクオリティ・ナウを設立。
- 2000年に、ナイロビ（ケニヤ）でアフリカ地域のオフィスを開設。
- 2000年12月には、キリスト教婦人矯風会の東海林路得子が事務局長を務めるVAWW-NETジャパンの女性国際戦犯法廷の賛同団体としても名乗りを上げている。
- 2001年より、ポルノグラフィに対する法的規制を目的として、セクシャルハラスメント問題の第一人者であり、反ポルノグラフィ運動の旗手であるキャサリン・マッキノンを共同代表としたThe Lawyers' Alliance for Women (LAW) Projectを開始している。
- 2004年に、ロンドン（イングランド）にイギリスのオフィスを開設。
- 2008年から、創立者の1人のナバネセム・ピレーが、女子差別撤廃委員会を指導する国連高等弁務官に就任した。
- 2009年5月、日本製のアダルトゲームソフト『レイプレイ』に対する抗議キャンペーンを開始。これをマスコミが報道し、当時与党であった自民党と公明党が強く批判した為に、同作は発売中止となり、アダルトゲーム業界団体であるコンピュータソフトウェア倫理機構は大幅な自主規制を行った。